# Список аварий и происшествий авиакомпании «American Airlines»
Список аварий и происшествий, связанных с компанией «American Airlines» включает более 100 инцидентов. Представленный в статье список является неполным.

## 1930-е годы
- 9 августа 1931 года: трёхмоторный пассажирский самолёт Ford 5-AT-C, зарегистрированный под номером NC9662, потерпел крушение на берегу реки Литл-Майами около Цинциннати, штат Огайо. Погибли все 6 человек на борту. Причиной был отделение двигателя с правой стороны из-за сломанной ступицы.[1]
- 19 марта 1932 года: Fokker F 10A, зарегистрированный под номером NC652E, потерпел крушение около Калимезы, штат Калифорния, зацепившись за линии электропередач при сильном тумане. Все семь человек на борту погибли.[2]
- 8 сентября 1932 года: Fokker F 10, регистрация NC9716, врезался в гору в плохую погоду возле Солт-Флэт, штат Техас. Погибли трое из четырёх человек на борту.[3]
- 20 января 1933 года: Stearman 4, зарегистрированный под номером NC11721, врезался в склон горы при плохой видимости возле Боерн, штат Техас. Погиб пилот. Причиной была пространственная дезориентация.[4]
- 6 марта 1934 года: Pilgrim 100A, регистрация NC710Y, врезался в сугроб под Петерсбургом, штат Иллинойс во время метели. Погибли все четыре человека на борту. Причиной катастрофы было обледенение крыла и пропеллера.[5]
- 9 июня 1934 года: Curtiss Condor, зарегистрированный под номером NC12354, разбился в горах Катскилл в северной части штата Нью-Йорк. Все семеро человек на борту погибли. Причиной была ошибка пилота.[6]
- 14 января 1936 года: Douglas DC-2-120, рейс 1, разбился около Гудвина, штат Арканзас. Погибли все 17 человек на борту. Причина не определена.[7]
- 13 августа 1936 года Curtiss Condor (регистрация NC12392) сгорел в аэропорту города Глендейл (Калифорния). Никто не пострадал[8].
- 27 сентября 1937 года: два самолёта Curtiss Condor (регистрация NC12394 и NC12397) сгорели в ангаре на аэродроме Floyd Bennett Field[англ.] в Нью-Йорке. Никто не пострадал[9][10].

## 1940-е годы
- 10 марта 1941 года Douglas DC-3 (регистрация NC15592) во время непогоды выкатился за пределы взлётно-посадочной полосы в Cincinnati Municipal Lunken Airport и врезался в насыпь. На борту находились 9 пассажиров и 3 члена экипажа. Никто не погиб[11].
- 30 октября 1941 года: Douglas DC-3, рейс 1, летящий из Нью-Йорка в Детройт с двумя промежуточными посадками в Буффало и Чикаго, упал в поле у Сент-Томаса, Онтарио в Канаде. Погибли все 20 человек на борту. Причина не определена.
- 23 октября 1942 года: рейс 28 «American Airlines» (самолёт Douglas DC-3), летящий из Бёрбанка в Нью-Йорк потерпел крушение вблизи от Палм-Спрингс после того, как его подрезал бомбардировщик Lockheed B-34 ВВС США. В авиакатастрофе погибли все 9 пассажиров и 3 члена экипажа самолёта Douglas DC-3. Среди пассажиров был лауреат премии Оскар, известный композитор и автор песен Ральф Рейнджер. Бомбардировщик, управляемый экипажем из двух человек, приземлился без жертв.
- 28 июля 1943 года: рейс 63 «American Airlines», самолёт Douglas DC-3, летящий по маршруту Кливленд — Колумбус (Огайо) — Дейтон — Цинциннати — Луисвилл — Нашвилл (Теннесси), на последнем этапе маршрута (Луисвилл — Нашвилл) потерпел крушение в 2,6 км к западу от Траммела (Кентукки). Самолёт упал с высоты 60 м и врезался в деревья, затем на открытое пространство и остановился в вертикальном положении. Из 22 человек на борту (18 пассажиров и 4 члена экипажа) 20 погибли. Причиной катастрофы была потеря контроля над самолётом из-за сильной турбулентности и нисходящей вертикальных движений воздуха.[12]
- 15 октября 1943 года: рейс 63 «American Airlines», самолёт Douglas DC-3, летящий по маршруту Нашвилл (Теннесси) — Мемфис (Теннесси), потерпел крушение вблизи Центервилля (Теннесси). Все 11 человек на борту (8 пассажиров и 3 члена экипажа) погибли. Среди пассажиров находился спикер сената штата Теннесси Блен Махвелл. Причиной было названо обледенение крыльев либо двигателя самолёта[13].
- 10 февраля 1944 года: рейс 2 «American Airlines», самолёт Douglas DC-3, летящий по маршруту Литл-Рок (Арканзас) — Мемфис (Теннесси), упал в реку Миссисипи на расстоянии 29 км от международного аэропорта Мемфиса. Все 24 человека на борту (21 пассажир и 3 члена экипажа) погибли. Причина катастрофы не была обнаружена[14].
- 24 декабря 1944 года: Рейс 21 авиакомпании American Airlines, следовавший из Нью-Йорка в Чикаго столкнулся в небе с Taylorcraft BL-65[англ.]. Пилоты сумели благополучно посадить самолёт. Taylorcraft BL-65[англ.] разбился, его экипаж спустился на парашютах[15].
- 10 января 1945 года: рейс 6001 «American Airlines», самолёт Douglas DC-3, приближался к воздушному терминалу Локхед, но внезапно начал менять направление полёта. Пилот сообщил, что он не может приземлиться и запросил направление на Палмдейл. На следующий день обломки самолёта были найдены примерно в 5 км от терминала. Все 24 человека на борту (21 пассажир и 3 члена экипажа) погибли[16].
- 23 февраля 1945 года: рейс 9 «American Airlines», самолёт Douglas DC-3, летящий по маршруту Нью-Йорк — Вашингтон (округ Колумбия) — Нашвилл (Теннесси) — Лос-Анджелес, потерпел крушение в лесистой местности Глейд-Моунтин примерно в 10 км от города Рурал-Ритрит. Из 22 человек на борту (19 пассажиров и 3 члена экипажа) 17 погибли. Причиной аварии явилась ошибка пилота в выборе высоты полёта[17].
- 3 марта 1946 года: рейс 6-103 «American Airlines» (самолёт Douglas DC-3), летящий по маршруту Нью-Йорк — Тусон — Сан-Диего (Калифорния), врезался в гору Тинг-Маунтин вблизи от Эль-Центро (Калифорния). Все люди на борту (22 пассажира и 3 члена экипажа) погибли[18].
- 25 августа 1946 года: рейс 26 «American Airlines» (самолёт Douglas C-47) был на тренировочном полёте, который начался и управлялся из аэропорта Мемфиса. Примерно в 8 км к западо-северо-западу от Ашленда (Миссисипи) самолёт врезался в землю. Оба члена экипажа погибли. Причиной аварии была потеря контроля над самолётом[19].
- 28 декабря 1946 года: рейс 2007 «American Airlines» (самолёт Douglas C-50), летящий по маршруту Детройт — Чикаго, потерпел аварию вблизи города Мичиган-Сити (Индиана) после того, как пилот сообщил о проблемах с обоими двигателями и сменил направление полёта на Саут-Бенд (Индиана). Самолёт сделал аварийную посадку вблизи Мичиган-Сити. Из 21 человека на борту (18 пассажиров и 3 членов экипажа) погибло 2 члена экипажа.
- 8 августа 1947 года: самолёт «American Airlines» Douglas DC-3, перевозящий топливо из Нью-Йорка — в Буффало, упал в залив Флашинг-Бэй, когда возвращался в аэропорт Ла-Гуардиа. Оба пилота погибли[20].
- 8 октября 1947 года: самолёт Douglas DC-4 над Техасом, при резком изменении высоты полёта члены экипажа потеряли управление, так как не были пристегнуты и вылетели из кресел. Но второму пилоту-штурмовику удалось вернуть самолёт под контроль на высоте 350 футов.[21] Позже выяснилось, что один из пилотов, не участвовавший в управлении самолётом, решил пошутить и резко перевёл самолёт в пике.
- 10 марта 1948 года: самолёт Douglas DC-4 при взлёте из аэропорта Талса врезался в сугроб. Самолёт получил серьёзные повреждения и был списан. Никто из 36 человек на борту не пострадал[22].
- 22 июня 1949 года: у Convair 240 во время взлёта из Memphis Municipal Airport[англ.] отказал двигатель. Совершил жёсткую посадку «на брюхо». На борту находились 44 человека, никто не пострадал.
- 29 ноября 1949 года: рейс 157 «American Airlines» (самолёт Douglas DC-6) во время посадки в Далласе врезался в здания после того, как экипаж потерял контроль над управлением. 26 пассажиров и 2 члена экипажа погибли.

## 1950-е годы
- 22 августа 1950 года: рейс 14 «American Airlines» (самолёт Douglas DC-6) летел из Лос-Анджелеса — Чикаго, вблизи от города Игл (Колорадо) третий двигатель вышел из строя. Самолёт совершил безопасную посадку в Денвере. Один пассажир погиб из-за сердечной недостаточности. Причиной поломки была названа изношенность двигателя[23].
- 22 января 1952 года: рейс 6780 «American Airlines» (самолёт Convair 240), летящий по маршруту Буффало — Рочестер (Нью-Йорк) — Сиракьюс — Ньюарк (Нью-Джерси) упал на землю на перекрёстке улиц Уильямсон-Стрит и Саут-Стрит города Элизабет (Нью-Джерси) примерно в 5,5 км к юго-востоку от Ньюарка. Все 23 человека на борту (20 пассажиров и 3 члена экипажа), а также 7 людей на земле погибли. В числе пассажиров был бывший министр обороны США Роберт Паттерсон. Причина аварии не была установлена[24].
- 28 июня 1952 года: частный самолёт Temco Swift столкнулся в воздухе с рейсом 910 American Airlines, Douglas DC-6, в котором перевозилось 55 пассажиров и 5 членов экипажа. Инцидент произошёл у Даллас-Лав Филд, Сан-Франциско, штат Калифорния. В самолёте Temco Swift погибли оба человека, но DC-6 почти не пострадал и благополучно приземлился. Виновником катастрофы признан пилот Temco Swift.[25]
- 16 сентября 1953 года: рейс 723 «American Airlines» (самолёт Convair 240), летящий по маршруту Бостон — Спрингфилд (Массачусетс) — Олбани (Нью-Йорк) — Сиракьюс — Рочестер (Нью-Йорк) — Буффало — Детройт (Мичиган) — Чикаго, во время снижения для посадки при сильном тумане врезался в радиобашню и воспламенился. Все 28 человек на борту (25 пассажиров и 3 члена экипажа) погибли[26].
- 21 января 1954 года: рейс American Airlines рейс 767, (самолёт Convair CV-240), аварийная ситуация возникла сразу после взлёта из международного аэропорта Буффало. Проблемы с двигателем не позволили попытаться экипажу вернуться в аэропорт. Самолёт совершил успешную посадку к юго-востоку от аэропорта в 200 ярдах к югу от 2478 George Urban Blvd. в Депю, Нью-Йорк. В инциденте никто не пострадал.
- 27 июня 1954 года: при заходе на посадку в городе Колумбус (Огайо) Convair 240 столкнулся с Beechcraft SNB-2C Navigator ВМС США. Convair 240 благополучно приземлился, никто из 35 человек на борту не пострадал. Beechcraft SNB-2C Navigator разбился, оба пилота погибли[27].
- 6 июля 1954 года: на рейсе 163 «American Airlines» (самолёт Douglas DC-6), летящем по маршруту Кливленд (Огайо) — Сент-Луис, пятнадцатилетний пассажир начал угрожать другим пассажирам незаряженным пистолетом. Он был застрелен капитаном самолёта.
- 20 марта 1955 года: рейс 711 «American Airlines» (самолёт Convair 240), летящий по маршруту Чикаго — Спрингфилд (Миссури), упал вблизи от аэропорта во время посадки. 13 из 35 человек на борту погибли.
- 4 августа 1955 года: рейс 476 «American Airlines» (самолёт Convair 240), летящий по маршруту Талса — Спрингфилд (Миссури) — Сент-Луис — Нью-Йорк, потерпел крушение во время аварийной посадки на военной базе Форт-Леонард Вуд[англ.] (Миссури), которую пытался совершить из-за возгорания двигателя. Во время снижения оторвалось правое крыло и самолёт врезался в лес. Все 27 пассажиров и 3 членов экипажа погибли. Причиной аварии была названа «установка негодного к полёту цилиндра»[28].
- 6 января 1957 года: самолёт Convair 240 компании «American Airlines», летящий по маршруту Провиденс — Джоплин (Миссури) — Талса, врезался в деревья примерно в 6,5 км от аэропорта Талсы, а затем пробороздил землю. Один пассажир из 10 человек на борту (7 пассажиров и 3 членов экипажа) погиб[29].
- 1 марта 1958 года: у Convair 240 во время посадки в аэропорту города Нью-Хейвен (Коннектикут) отказали шасси. Самолёт приземлился «на брюхо». После приземления начался небольшой пожар. Никто из 8 человек на борту не пострадал.
- 3 февраля 1959 года: рейс 320 «American Airlines» (самолёт Lockheed L-188 Electra) потерпел крушение приближаясь к аэропорту Ла-Гуардиа (Нью-Йорк) из-за ошибки пилота. При этом погибли 65 человек
- 15 августа 1959 года: рейс 514 «American Airlines» (самолёт Боинг-707) потерпел крушение во время тренировочного полёта, завершавшегося в аэропорту Пеконик-Ривер (Калвертон). Все 5 членов экипажа погибли.

## 1960-е годы
- 14 сентября 1960 года: рейс 361 American Airlines, (самолёт Lockheed L-188 Electra), при посадке в аэропорту Ла Гуардиа (Нью-Йорк) задел выпущенным шасси дамбу, отчего перевернулся. Из семидесяти шести человек (семьдесят пассажиров, шесть членов экипажа) никто не погиб.[30][31]
- 28 января 1961 года: рейс 1502 American Airlines, (самолёт Boeing 707) потерпел аварию в 8 км от Монтик-Пойнта во время тренировочного полёта из аэропорта Айдлуайлд. Все шестеро людей на борту погибли. Причиной аварии была названа потеря контроля управлением самолёта по неизвестной причине.
- 24 сентября 1961 года: Boeing 720 (рейс 44, Чикаго—Бостон) при посадке в туман в аэропорту Логан выкатился за пределы взлётно-посадочной полосы и остановился на мелководье. Никто из 71 человека на борту не пострадал.
- 1 марта 1962 года: American Airlines, рейс 1, (самолёт Boeing 707), потерпел крушение вскоре после взлёта из аэропорта Айдлвайлд из-за ошибки наземного персонала, приведшей к потери управляемости. Все 95 человек на борту погибли. На то это была самая крупная авиакатастрофа по человеческим жертвам с участием коммерческого самолёта.[32]
- 8 ноября 1965 года: рейс 383 American Airlines (самолёт Boeing 727) разбился при посадке в аэропорту Цинциннати. Погибло 58 человек, четверым удалось выжить. Причиной была названа ошибка пилота.
- 12 ноября 1967 года: в Boeing 727, в небе над Аламосой, штат Колорадо, взорвалась бомба в багажном отделении. Самолёт смог приземлиться через 1 час 45 минут. ФБР арестовало виновных.[33]
- 3 августа 1969 года: Boeing 707, на борту которого находились 5 человек, во время тренировочного полёта столкнулся с Cessna 172. Boeing 707 благополучно приземлился. Cessna 172 разбилась, пилот погиб.

## 1970-е годы
- 25 мая 1970 года: рейс 206 American Airlines, (самолёт Boeing 727), был захвачен пассажиром, требующим, чтобы его отвезли на Кубу.[34]
- 28 декабря 1970 года: American Airlines (Trans Carribean Airways), самолёт Boeing 727-200 совершил грубую посадку в Сент-Томасе (Американские Виргинские острова), самолёт выкатился за взлётно-посадочную полосу и врезался в насыпь. Из 46 пассажиров двое погибли.
- 25 октября 1971 года: рейс 98 American Airlines (самолёт Boeing 747), был угнан на Кубу.[35]
- 21 декабря 1971 года: рейс 47 American Airlines (самолёт Boeing 707), был захвачен.[36]
- 12 июня 1972 года: рейс 96 «American Airlines» (самолёт McDonnell Douglas DC-10), летевший из Лос-Анджелеса в Нью-Йорк с промежуточными посадками в Центральном аэропорту Детройт округа Уэйн и Международном аэропорту Буффало. Во время полёта в районе Виндзора (Онтарио) у самолёта открылась задняя грузовая дверь, что привело к снижению давления в салоне. Несмотря на это, лайнер удалось благополучно приземлить в Детройте. Причиной был конструктивный недостаток механизма фиксации задней грузовой двери DC-10 (см. Катастрофа DC-10 под Парижем).
- 23 июня 1972 года: рейс 119 American Airlines, (самолёт Boeing 727) летевший из Сент-Луиса в международный аэропорт Талса, был захвачен Мартином Дж. МакНалли, который назвал себя Роберт Уилсон. Он потребовал 502 500 долларов. Позднее угонщик выпрыгнул из самолёта над Индианой. Он был идентифицирован по отпечаткам пальцев и пойман. МакНалли отбыл срок и вышел из тюрьмы 27 января 2010 года.[37]
- 12 июля 1972 года: рейс 633 American Airlines, (самолёт Boeing 727), был захвачен по пути в Даллас. Угонщик потребовал выкуп, позднее сдался.[38]
- 27 апреля 1976 года: рейс 625 American Airlines (самолёт Боинг-727) потерпел аварию при приземлении на Сент-Томасе (Американские Виргинские острова). Во время посадки лайнер выкатился за пределы взлётно-посадочной полосы. Причиной катастрофы была названа ошибка пилота, который не стал уходить на второй круг в условиях сильного ветра и короткой ВВП. Погибли 37 человек. После этой катастрофы ВВП была удлинена.
- 25 мая 1979 года: рейс 191 American Airlines (самолёт McDonnell Douglas DC-10) потерпел крушение в аэропорту О’Хара (Чикаго). При взлёте у самолёта, вследствие халатности наземного персонала, отделился левый двигатель и пилон. Все 258 пассажиров и 13 членов экипажа погибли. Также погибли двое людей на земле.
- 20 июня 1979 года: рейс 293 American Airlines был захвачен Николой Кавая. Он потребовал другой самолёт, который был ему предоставлен. После посадки в Ирландии угонщик сдался[39].
- 15 ноября 1979 года: на рейсе 444 American Airlines, летевшем из Чикаго в Вашингтон, была обнаружена бомба. Жертв не было.
- 24 ноября 1979 года: рейс 395 American Airlines был захвачен пассажиром, попытавшимся угнать самолёт в Иран. Самолёт был штурмован полицией, и угонщик был арестован.[40]

## 1980-е годы
- 9 апреля 1980 года: рейс 348 American Airlines, самолёт Boeing 727, был угнан на Кубу.
- 23 октября 1981 года: рейс 676 American Airlines, самолёт McDonnell Douglas DC-10 был угнан человеком, который требовал перегнать самолёт в Канаду. Позднее угонщик сдался.[41]
- 22 сентября 1983 года: рейс 625 American Airlines, самолёт Boeing 727, угонщик вручил бортпроводнику записку с требованием направить самолёт на Кубу иначе он взорвёт самолёт, после этого заперся в туалете и не выходил до посадки самолёта. Угонщик был арестован на Кубе.[42]
- 11 февраля 1984 года: рейс 658 American Airlines, самолёт Boeing 727, был угнан капралом гаитянской армии, который угрожал Узи. Он потребовал направить самолёт в Нью-Йорк и попросил политического убежища. При приземлении он сдался.[43]
- 31 декабря 1984 года: рейс 626 American Airlines, самолёт DC-10, был угнан при выполнении рейса из Сен Круа в Нью-Йорк заключённым, которого перевозили под конвоем. Он симулировал болезнь, зашёл в туалет и затем вышел с пистолетом. Самолёт был направлен на Кубу, где угонщика арестовали.[44]
- 16 апреля 1985 года: American Airlines самолёт Boeing 727, третий двигатель взорвался на высоте 35.000 футов. Никто не пострадал.
- 27 июня 1985 года: рейс 633 American Airlines, самолёт DC-10, выкатился в озеро при прерванном взлёте из аэропорта Луис Муньос (Пуэрто-Рико) в международный аэропорт Далласа, Техас. Пострадавших не было.[45]
- 3 февраля 1988 года: рейс 132 American Airlines, в самолёте MD-83 возник пожар в грузовом отсеке из-за неправильно упакованного груза. 13 человек обратились за медицинской помощью.[46]
- 21 мая 1988 года: рейс 70 American Airlines по маршруту Даллас международный аэропорт Форт Уэрт — Франкфурт, самолёт McDonnell Douglas DC-10-30 выкатился за пределы взлётно-посадочной высоты на 335 метров при прерванном взлёте. Самолёт получил серьёзные повреждения и был списан. Никто из 254 человек серьёзно не пострадал.[47]
- 1 октября 1988 года: рейс 658 American Airlines, самолёт Airbus A300 был захвачен тремя гаитянскими солдатами, требующими политического убежища в США. Они сдались, после того, как пилоты согласились в Нью-Йорк.[48]
- 27 мая 1989 года: рейс American Airlines, самолёт Boeing 727 был захвачен кубинским иммигрантом, который был вооружён стартовым пистолетом, двумя ножами и ножницами. Он потребовал вернуть его на Кубу. При дозаправке в Майами он сдался.[49]

## 1990-е годы
- 2 апреля 1990 года: рейс 658 American Airlines, самолёт Airbus A300 был захвачен вооружённым «Узи» человеком на Гаити. Он потребовал направить его в США, но в конце-концов отказался от своих требований и скрылся. Злоумышленник не был схвачен.[50]
- 14 апреля 1993 года: рейс 102 American Airlines, пилоты самолёта McDonnell Douglas DC-10-30 при посадке в сложных погодных условиях, сильном ветре и дожде, произвели посадку мимо взлётно-посадочной полосы в международном аэропорту Даллас, Форт Уэрт после прибытия из Гонолулу, Гавайи. В результате оторвался левый двигатель и крыло. 2 человека были серьёзно травмированы. На борту было 189 пассажиров и 13 человек экипажа. Самолёт был списан.[51][52]
- 12 ноября 1995 года: рейс 1572 American Airlines, самолёт McDonnell Douglas-83, летящий из Чикаго в Хартфорд, врезался в деревья и приземлился вблизи от края взлётно-посадочной полосы в международном аэропорте Бредли. Среди 78 человек на борту жертв не было. Причина аварии — ошибка пилота.
- 20 декабря 1995 года: рейс 965 American Airlines, самолёт Боинг-757 врезался в гору при посадке в Кали (Колумбия) вследствие ошибки пилота. При этом погибли 159 человек из 163 на борту.
- 9 февраля 1998 года: рейс 1340 American Airlines, самолёт Боинг-727-223 при посадке по приборам категории II (Cat II) потерпел крушение вблизи от края взлётно-посадочной полосы 14R международного аэропорта О’Хара, Чикаго.
- 1 июня 1999 года: рейс 1420 American Airlines, самолёт McDonnell Douglas MD-82 (регистрационный номер N215AA), выполняющий маршрут из международного аэропорта Даллас/Форт-Уэрт в национальный аэропорт Литл-Рок, при заходе на посадку разбился в аэропорту назначения. За несколько минут до посадки над взлётно-посадочной полосой аэропорта прошёл сильнейший грозовой фронт с порывами ветра до 140 км/час. Самолёт выполнил быстрое снижение и совершил жёсткую посадку, сошёл с ВПП и загорелся, остановившись в полузатопленном состоянии в ближайшей реке. Практически сразу погибло 10 человек из 11 находившихся на борту, последняя жертва катастрофы, 14-летняя девочка, скончалась от ожогов 16 июня 1999 года[53].

## 2000-е годы
- 21 февраля 2000 года: Fokker 100 (рейс 1801) совершил посадку в Международном аэропорту О’Хара (Чикаго). После того, как самолёт остановился у терминала, в него врезался топливозаправщик. Водитель грузовика получил серьёзные травмы, 6 человек на борту — незначительные. Всего в самолёте находились 52 человека. Предположительно, водитель грузовика уснул за рулём[54].
- 20 ноября 2000 года: стюард рейса 1291 American Airlines, самолёт Airbus A300, погиб, выпав из самолёта из-за внезапно открывшейся двери под давлением во время экстренной эвакуации в международном аэропорту Майами.[55]
- 23 декабря 2000 года: DC-10 (рейс 481) выкатился за пределы взлётно-посадочной полосы в аэропорту Фааа (Французская Полинезия). Никто из 154 человек на борту не пострадал, самолёт был отремонтирован[56].
- 23 мая 2001 года: рейс 1107 American Airlines, самолёт Fokker 100, при посадке на взлётно-посадочную полосу 17C в международном аэропорту Даллас / Форт-Уорт, после регулярного рейса из международного аэропорта Шарлотта / Дуглас, самолёт приземлился без шасси. Этот инцидент был обусловлен усталостью металла, вызванной производственным дефектом во внешнем цилиндре правой главной шестерни. Серьёзных травм у 88 пассажиров и 4 членов экипажа не было, но самолёт был списан.[57]
- 11 сентября 2001 года: два самолёта American Airlines были захвачены террористами и направлены в здания: рейс 77 самолёт Боинг 757 — в Пентагон, рейс 11, самолёт Боинг 767 — в Северную башню Всемирного торгового центра.
- 12 ноября 2001 года: рейс 587 American Airlines", самолёт Airbus A300 попал в спутный след от следующего перед ним Boeing 747, пилоты пытались штурвалом парировать сильную турбулентность, в результате отделился вертикальный стабилизатор. Самолёт потерпел крушение в Белл-Харбор[англ.] (Квинс) на юго-востоке Нью-Йорка. Все 260 человек на борту, а также 5 человек на земле погибли.
- 22 декабря 2001 года: рейс 63 American Airlines, план террориста Ричарда Рида по взрыву бомбы на рейсе провалился. Самолёт, летящий из Парижа в Майами, был приземлён в Бостоне.
- 7 декабря 2005 года: на рейсе 924 American Airlines федеральным маршалом на борту был застрелен пассажир Ригоберто Алпизар, который заявил, что у него в сумке бомба.
- 2 июня 2006 года: рейс AA201 American Airlines, самолёт Boeing 767-223ER (бортовой номер N330AA), возник пожар двигателя при наземном обслуживании в международном аэропорту Лос-Анджелеса.[58]
- 28 сентября 2007 года: рейс 1400 American Airlines, самолёт McDonnell Douglas MD-82, совершавший рейс из международного аэропорта Сент-Луиса в аэропорт О’Хара. При взлёте загорелся двигатель. Самолёт смог вернуться в аэропорт вылета. Пострадавших не было, хотя самолёт был существенно повреждён.
- 9 мая 2009 года: Томас Юкович, сотрудник авиакомпании American Airlines, в аэропорту Майами, погиб при падении на землю при погрузке багажа на рейс 995. Самолёт Boeing 777 должен был отправиться в Сан-Паулу, Бразилия. Полёт был отменён.
- 22 декабря 2009 года: рейс 331 American Airlines, самолёт Boeing 737-800 совершил посадку мимо взлётно-посадочной полосы в аэропорту Кингстона, Ямайка. Фюзеляж самолёта развалился на три части. Ранения получили более 90 человек.

## 2010-е годы
- 15 сентября 2014 года: Boeing 757 (рейс 2404) задел хвостом полосу во время посадки в аэропорту Майами. Никто из 172 человек на борту не пострадал. Самолёт был списан[59].
- 28 октября 2016 года: рейс 383 American Airlines из Чикаго в Майами, самолёт Boeing 767-300ER, при разбеге на взлётно-посадочной полосе загорелся правый двигатель. Экипаж прервал взлёт и начал экстренную эвакуацию. Аварийные бригады смогли потушить пожар на ВПП. 20 человек получили лёгкие ранения[60].

## 2020-е годы
- 29 января 2025 года: Bombardier CRJ701ER дочерней авиакомпании PSA Airlines (региональные рейсы под торговой маркой American Eagle), выполнявший рейс 5342, во время захода на посадку в вашингтонском аэропорту имени Рональда Рейгана столкнулся с вертолётом VH-60M армии США. В катастрофе погибли все 64 человека на борту CRJ700 и 3 человека на борту VH-60M[61].